# Pine Knoll Shores
Pine Knoll Shores é uma cidade  localizada no estado norte-americano de Carolina do Norte, no Condado de Carteret.

## Demografia
Segundo o censo norte-americano de 2000, a sua população era de 1524 habitantes.
Em 2006, foi estimada uma população de 1575, um aumento de 51 (3.3%).

## Geografia
De acordo com o United States Census Bureau tem uma área de
6,1 km², dos quais 5,9 km² cobertos por terra e 0,2 km² cobertos por água.

## Localidades na vizinhança
O diagrama seguinte representa as localidades num raio de 16 km ao redor de Pine Knoll Shores.